# Kolcobrzuch nilowy
Kolcobrzuch nilowy (Tetraodon lineatus) – gatunek ryby z rodziny rozdymkowatych. Występuje w niektórych rzekach północnej połowy Afryki i Jeziorze Rudolfa. Przez IUCN sklasyfikowany jako gatunek najmniejszej troski (stan w 2010).

## Taksonomia
Po raz pierwszy gatunek opisał Karol Linneusz w 1. tomie Systema naturae na podstawie holotypu pochodzącego z Nilu. IUCN wymienia 8 synonimów:
- Crayracion fahak Steindachner, 1870
- Tetraodon fahaka Rüppell, 1829
- Tetraodon fahaka fahaka Sterba, 1959
- Tetraodon lineatus lineatus Linnaeus, 1758
- Tetraodon lineatus rudolfianus Deraniyagala, 1948
- Tetraodon lineatus strigosus Bennett, 1834
- Tetraodon physa Geoffroy, 1809
- Tetrodon fahaka Linnaeus, 1762

## Morfologia
Maksymalna odnotowana długość ciała wynosi 43 cm, masa ciała – 1 kg. Skóra niepokryta łuskami, jedynie niewielkimi kolcami – z wyjątkiem pyszczka i okolic ogona. Cztery zęby, rozmieszczone po 2 w obydwu szczękach, tworzą podobną do dzioba strukturę. Płetwy odbytowe i płetwa grzbietowa krótkie, umieszczone daleko w tyle ciała. Płetwy piersiowe dobrze rozwinięte. Wzdłuż całego ciała występują paski odmiennej barwy.

## Zasięg, ekologia
Kolcobrzuchy nilowe występują w Nilu, w Czadzie, Senegalu, Gambii, w dorzeczach rzek Gêba i Wolta oraz w Jeziorze Turkana (Kenia). W Egipcie kolcobrzuch nilowy jest jednym z 8 przedstawicieli rozdymkowatych występującym w kraju, jedynym słodkowodnym. Ryby te zamieszkują duże rzeki i otwarte wody. Żywią się mięczakami. U badanych osobników z jeziora Czad w ciągu życia zachodziła zmiana w preferowanej niszy w jeziorze. Osobniki młodociane (o długości ciała do 20 cm) żyły wśród zanurzonej w wodzie roślinności, żywiąc się niewielkimi skorupiakami, larwami owadów (do 5 cm długości) i mięczakami zamieszkującymi zanurzone połacie roślinności. Po osiągnięciu dorosłości przenosiły się na bardziej otwarte części jeziora i zaczynały żywić się żyjącymi w bentalu mięczakami. Są zdolne do nadymania się. Ze skrzeli kolcobrzucha nilowego opisano przywrę Heterobothrium lineatus (Monogenea: Diclidophoridae).

## Status
W 2010 IUCN uznało kolcobrzucha nilowego za gatunek najmniejszej troski (LC, Least Concern), choć w 1997 uznawany był jeszcze za zagrożonego. Brakuje badań dotyczących biologii tego gatunku i potencjalnych zagrożeń. Wiadomo, że populacja w Egipcie wykazuje niską różnorodność genetyczną – u ryb z górnego Nilu wyodrębniono jedynie 3 haplotypy. Ponadto, według danych z 2016, gatunek zmniejszył swój zasięg – zmniejszyła się liczba stwierdzeń, a z północnej części Nilu kolcobrzuchy nilowe zniknęły niemal całkowicie. Możliwe, że zaszedł efekt wąskiego gardła.

## Znaczenie dla człowieka
Kolcobrzuch nilowy jest rybą akwariową. Dla pojedynczego osobnika zalecane minimalne wymiary akwarium to 120 na 60 na 60 cm. Temperatura wody 24-26°C, pH: 6,5-7,5, twardość wody: 5-15°H. Właściwym pożywieniem dla tych ryb są ślimaki oraz jadalne skorupiaki z zachowaną skorupką (krabie nogi, małże etc.). Ze względu na swoją agresję, również wobec innych kolcobrzuchów, powinny być trzymane samotnie. Stają się dojrzałe płciowo po około 12 miesiącach życia.

### Konsumpcja
Podobnie jak inne rozdymkowate, niektóre tkanki kolcobrzuchów nilowych zawierają tetrodotoksyny. Ze względu na jej obecność, w Egipcie połów tych ryb jest całkowicie zabroniony (do celów badawczych należy uzyskać zezwolenie), jednak stwierdzano przypadki konsumpcji. W Sudanie mięso kolcobrzuchów nilowych i innych ryb poławianych w Nilu jest sprzedawane i konsumowane po uprzednim wysuszeniu na słońcu. Mięso tych ryb jest stosunkowo bogate w kwas elaidynowy (76% wszystkich kwasów wielonienasyconych stwierdzonych w mięsie), ale nie stwierdzono niektórych ważnych kwasów tłuszczowych – eikozapentaenowego i arachidonowego. W 100 g mięsa kolcobrzucha nilowego zawarte jest 71,5 ± 1,3 g białka, 4,9 ± 0,3 g tłuszczów, 3,9 ± 0,1 g popiołu; kaloryczność wynosi 510 kcal na 100 g.